# 李晋修
李晋修（1962年6月—），男，汉族，吉林德惠人，中华人民共和国政治人物。

## 人物经历
曾任中共白城市委书记、吉林省人民政府副省长，在吉林省政府任职期间，主管吉林省食品藥品監管工作。2018年1月转任吉林省政协副主席。2018年，因为受到吉林长春长生公司问题疫苗案件的影响，被中共中央責令辭職。